# Parroquia de Morehouse
La parroquia de Morehouse (en inglés: Morehouse Parish), fundada en 1844, es una de las 64 parroquias del estado estadounidense de Luisiana. En el año 2000 tenía una población de 31.021 habitantes con una densidad poblacional de 15 personas por km². La sede de la parroquia es Bastrop.

## Geografía
Según la Oficina del Censo, la parroquia tiene un área total de 2085 km² (805 mi²), de la cual 2057 km² (794,2 mi²) es tierra y 28 km² (10,8 mi²) (1.37%) es agua.

### Parroquias y condados adyacentes
- Condado de Union (Arkansas) - noroeste
- Condado de Ashley - norte
- Condado de Chicot - noreste
- Parroquia de West Carroll - este
- Parroquia de Richland - sureste
- Parroquia de Ouachita - suroeste
- Parroquia de Union - oeste

## Carreteras
- U.S. Highway 165
- U.S. Highway 425
- Carretera Estatal de Luisiana 2

## Demografía
En el 2000 la renta per cápita promedia de la parroquia era de $25,124, y el ingreso promedio para una familia era de $31,358. En 2000 los hombres tenían un ingreso per cápita de $31,385 versus $18,474 para las mujeres. El ingreso per cápita para la parroquia era de $13,197. Alrededor del 26.80% de la población estaba bajo el umbral de pobreza nacional.

## Ciudades y pueblos
- Bastrop
- Bonita
- Collinston
- Mer Rouge
- Oak Ridge